# Садовое (Хасавюртовский район)
Садовое — село в Хасавюртовском районе Дагестана.
Образует муниципальное образование село Садовое со статусом сельского поселения как единственный населённый пункт в его составе.

## География
Село расположено к северо-востоку от районного центра города Хасавюрт.
Ближайшие населённые пункты. на северо-востоке — село Акнада, на северо-западе — село Куруш, на юго-западе — сёла Умашаул и Батаюрт, на юго-востоке — сёла Лаклакюрт и Чонтаул.

## Население
| 1939  | 1970  | 1989  | 2002  | 2010 | 2012 | 2013 |
| ----- | ----- | ----- | ----- | ---- | ---- | ---- |
| 90    | ↗733  | ↘649  | ↗770  | ↗842 | ↘831 | ↘809 |
| 2014  | 2015  | 2016  | 2017  | 2018 | 2019 | 2020 |
| ↘786  | ↗799  | ↗803  | ↗814  | ↗818 | ↗837 | ↗852 |
| 2021  | 2023  | 2024  | 2025  |      |      |      |
| ↗1108 | ↗1115 | ↗1134 | ↗1157 |      |      |      |

Национальный состав по переписи 2010 г.:
- аварцы — 63 %;
- кумыки — 24 %;
- чеченцы — 9 %;